# Marie Curie
Marie Skłodowska-Curie (født som polsk: Maria Salomea Skłodowska den 7. november 1867 i Warszawa, Kongrespolen, død 4. juli 1934 i Sancellemoz, Haute-Savoie, Frankrig) var en polskfødt fransk kemiker og fysiker.
Hun har modtaget både Nobelprisen i fysik (1903) og nobelprisen i kemi (1911), og var både den første kvinde, der modtog en nobelpris og den første person, der har fået nobelprisen mere end en gang.

## Uddannelse
Marie Curie blev født i Warszawa, som dengang var en del af det Russiske Kejserrige. Begge hendes forældre var lærere, og hun fik sin første undervisning i fysik og kemi af sin far og afsluttede gymnasiet med udmærkelse. På hendes tid var det ikke muligt for kvinder at studere på universiteter i Polen eller andre steder i det russiske kejserrige. Hendes højeste ønske var at studere ved Sorbonne i Paris, men det rakte familiens økonomi ikke til. I stedet fik hun arbejde og lavede en aftale med sin storesøster, Bronisława, om at Marie ville hjælpe hende med at studere medicin ved Sorbonne. Når Bronisława var færdiguddannet, skulle hun så til gengæld hjælpe Marie. Således blev det, og i 1891 begyndte Marie som 24-årig at læse fysik og matematik på Sorbonne. Hun studerede flittigt og fik en grad i fysik efter to års studier og i matematik året efter. Det var oprindeligt hendes plan at rejse hjem til Polen efter endt læreruddannelse, men hun mødte Pierre Curie og blev gift med ham i 1895. Pierre var allerede da en internationalt kendt fysiker og havde blandt andet arbejdet med krystaller og sammen med sin bror Jacques opdaget piezo-elektricitet. I 1895 blev han doktor på en afhandling om magnetisme, som indeholder Curies lov.

## Forskningsindsats
I 1896 afsluttede Marie sin læreruddannelse. Henri Becquerel havde tidligere opdaget urans radioaktivitet, og Marie begyndte nu at forske i radioaktivitet. Hun opdagede, at også thorium er radioaktivt, og at mængden af den radioaktive stråling fra uran og thorium er uafhængig af, hvilke kemiske forbindelser stofferne indgår i, men kun afhænger af mængden af uran og thorium. Derudfra konkluderede hun, at radioaktivitet er en egenskab ved selve grundstofatomerne, der er uafhængig af de molekylestrukturer, som de indgår i. Hun begyndte så at undersøge forskellige radioaktive malme, blandt andre uranmalmen begblende. Det viste sig, at begblende er mere radioaktivt, end den indeholdte mængde af uran i sig selv berettiger til. Hun antog, at den ekstra stråling måtte stamme fra et indtil da ukendt grundstof.
Nu opgav Pierre sin egen forskning og begyndte at samarbejde med Marie om at isolere dette nye grundstof. De fandt ud af, at radioaktiviteten kom fra bismut- og barium-fraktioner i begblenden. Marie arbejdede videre med bismut-fraktionerne. Da det lykkedes at fjerne bismut fra disse fraktioner, blev restproduktet stadig mere radioaktivt. I 1898 havde de et materiale, som var 300 gange mere radioaktivt end uran. I en afhandling fra samme år beskriver de stoffet, som de mente indeholdt et ukendt metal med kemiske egenskaber, der ligner bismuts. De kaldte metallet polonium efter Maries hjemland. I afhandlingen introduceres ordet radioaktivitet for første gang. Efter endnu nogle måneders arbejde fandt de, at der også måtte være et nyt metal i barium-fraktionerne. Det kaldte de radium. Til støtte for hypotesen om de nye grundstoffer var også nye, aldrig før sete spektrallinjer.
Nu begyndte et storstilet, hårdt arbejde med at raffinere tonsvis af begblende for at isolere de nye grundstoffer og få tilstrækkeligt store mængder til, at deres atommasser og andre egenskaber kunne fastslås. I 1902 havde Marie isoleret en mængde radium, og i 1903 kunne hun i en doktorafhandling fastslå dets atomvægt.
I 1906 døde Pierre ved en trafikulykke, og Marie blev enke som 38-årig. Hun afslog den pension, hun fik tilbudt og overtog i stedet Pierres undervisningsforpligtelser ved Sorbonne og blev derved universitetets første kvindelige underviser. I 1908 blev hun også Sorbonnes første kvindelige professor.

## Eftermæle
Henri Becquerel fik sammen med Marie og Pierre Curie Nobelprisen i fysik i 1903 for deres udforskning af radioaktivitet. Marie blev den første kvinde, der modtog en nobelpris.
Marie fik i 1911 nobelprisen i kemi for opdagelsen af polonium og radium og for sin isolering og analyse af radium. Hun er den første person, der har fået nobelprisen mere end en gang.
Hun døde af aplastisk anæmi og var også stærkt plaget af andre sygdomme, hvis årsag kan føres tilbage til et forskningsarbejde i spartanske omgivelser uden særligt kendskab til de sundhedsmæssige skadevirkninger af elektromagnetisk stråling (røntgen) og ioniserende stråling. Hendes jordiske rester blev den 21. april 1995 flyttet til Panthéon i Paris – et hvilested for de mest fremtrædende franskmænd. Hun er den første kvinde, der har fået plads dér på grund af egne bedrifter.
Grundstoffet curium er opkaldt efter Curie og hendes mand.
Hendes datter Irène Joliot-Curie fik nobelprisen i kemi sammen med sin mand Frédéric Joliot-Curie i 1935.

## Museum
Museum i Warszawa (ulica Freta 16) (Polen).

## Monumenter
Monumenter (skulpturer) Marie Curie i polske byer:
- Lublin (Maria Skłodowska-Curie-Universitet i Lublin).
- Police i Centrum (ved Boleslav 1. af Polen Plads, polsk: Plac Bolesława Chrobrego).

- Monument Marie Skłodowska-Curie i Lublin, Polen.
- Monument Marie Skłodowska-Curie i Police, Polen.